# GLTP
GLTP (англ. Glycolipid transfer protein) – білок, який кодується однойменним геном, розташованим у людей на короткому плечі 12-ї хромосоми. Довжина поліпептидного ланцюга білка становить 209 амінокислот, а молекулярна маса — 23 850.
| 10         |  | 20         |  | 30         |  | 40         |  | 50         |
| ---------- |  | ---------- |  | ---------- |  | ---------- |  | ---------- |
| MALLAEHLLK |  | PLPADKQIET |  | GPFLEAVSHL |  | PPFFDCLGSP |  | VFTPIKADIS |
| GNITKIKAVY |  | DTNPAKFRTL |  | QNILEVEKEM |  | YGAEWPKVGA |  | TLALMWLKRG |
| LRFIQVFLQS |  | ICDGERDENH |  | PNLIRVNATK |  | AYEMALKKYH |  | GWIVQKIFQA |
| ALYAAPYKSD |  | FLKALSKGQN |  | VTEEECLEKI |  | RLFLVNYTAT |  | IDVIYEMYTQ |
| MNAELNYKV  |  |            |  |            |  |            |  |            |

A: Аланін

C: Цистеїн

D: Аспарагінова кислота

E: Глутамінова кислота

F: Фенілаланін

G: Гліцин

H: Гістидин

I: Ізолейцин

K: Лізин

L: Лейцин

M: Метіонін

N: Аспарагін

P: Пролін

Q: Глутамін

R: Аргінін

S: Серин

T: Треонін

V: Валін

W: Триптофан

Задіяний у таких біологічних процесах, як транспорт, транспорт ліпідів, ацетилювання. 
Локалізований у цитоплазмі.